# Triclistus uchidai
Triclistus uchidai är en stekelart som beskrevs av Kusigemati 1971. Triclistus uchidai ingår i släktet Triclistus och familjen brokparasitsteklar. Inga underarter finns listade i Catalogue of Life.